# Rudolf Svensson
Johan Rudolf Svensson  (ur. 27 marca 1899 w Gudhem, zm. 4 grudnia 1978 w Bromma) – szwedzki zapaśnik. Wielokrotny medalista olimpijski.
Walczył w obu stylach i w 1924 w Paryżu dochodził do finału zarówno w stylu klasycznym  jak i wolnym. Cztery lata później zwyciężył w stylu klasycznym w wadze ciężkiej. Drugi złoty krążek wywalczył w 1932 w Los Angeles. Wielokrotnie był mistrzem Szwecji i Europy. 

## Starty olimpijskie
Paryż 1924
- styl klasyczny do 82,5 kg, styl wolny do 87 kg - srebro

Amsterdam 1928
- styl klasyczny powyżej 82,5 kg - złoto

Los Angeles 1932
- styl klasyczny do 87 kg - złoto